# Symbol-Nomenklatur für Glykane

Monosaccharid-Farbcode der SNFG.

Die Symbol-Nomenklatur für Glykane (SNFG) ist ein gemeinschaftlich betreuter Standard für die Darstellung von einfachen Monosacchariden und komplexeren Kohlenhydraten oder Glykanen. Darin werden verschiedene Farbcodes, Geometrische Formen und definierte Text-Bausteine angewendet. Sie wird vom National Center for Biotechnology Information (NCBI) bereitgestellt. Internationale Forschergruppen, welche als die SNFG Discussion Group bezeichnet werden, wirken daran mit. Die Ziele der SNFG sind es, die Kommunikation über und die Präsentation von Monosacchariden und Glykanen für Forscher der Glykowissenschaften sowie Wissenschaftlern und Studenten anderer Fächer zu erleichtern, für eine uniforme Benutzung der Nomenklatur in der Literatur zu sorgen und somit für die Genauigkeit in Journalen und Online-Publikationen zu sorgen und die SNFG und deren Anwendung weiterzuentwickeln um ihre Nutzung zu verbreitern.

## Beschreibung und Beispiele

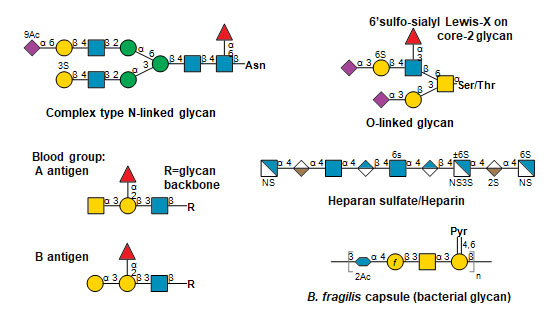
Ausgewählte Beispiel von mit der SNFG gezeichneten Glykanen

Die SNFG besteht aus einer Tabelle, welche die farbkodierten Symbole für verschiedene natürlich vorkommende Monosaccharide zeigt. Sie beinhaltet auch einen Satz Fußnoten, die Regeln zur Umsetzung der Nomenklatur beschreiben und Richtlinien zur Modifikation der Basis-Symbole angeben. Die Fußnoten sind in 10 Leitmotive unterteilt:
1. Allgemeine Benutzung der SNFG
2. CMYK / RGB Farbcodes
3. Symbol-Farben und -Formen
4. Ring-Konfigurationen
5. Präsentation der Verknüpfungsstellen
6. Sialinsäuren
7. Glykan-Modifikationen
8. Amino-Substitutionen
9. Handhabung von nicht eindeutig definierbaren oder nur teilweise definierten Glykanen
10. Darstellung von Nicht-Glykan-Einheiten

Weitere Information ist auf der Haupt-Website der SNFG verfügbar, welche regelmäßig mit aktuellen Anweisungen versehen wird. Die Monosaccharid-Symbole können miteinander verknüpft werden, um komplexe Kohlenhydratstrukturen (Glykane) zu beschreiben.

## Software
Programme zur Implementation von SNFG sind zum Beispiel:
1. GlycoGlyph: open-source Glykan-Zeichen- und Namensgebungswerkzeug, implementiert in JavaScript. Es kann zwischen GUI und der CFG Nomenklatur als Eingabemethode gewählt werden. Wenn Strukturen gezeichnet werden generiert das Programm sowohl einen CFG Namen als auch die GlycoCT, woraus wiederum die GlyTouCan ID erhalten werden kann.[5]
2. 3D-SNFG: Für Cartoon-Darstellungen der SNFG in Atommodellen von Kohlenhydraten. Dabei werden die Monosaccharide als große Körper oder icons dargestellt, wobei diese in den Ringen der Monosaccharide zentriert werden.[6]
3. DrawGlycan-SNFG: Für die Konvertierung von IUPAC-condensed Texteingaben zu SNFG Darstellungen von Glykanen und Glykopeptiden. Bindungs-Fragmentierung, Glykan Deskriptoren und weitere Kohlenhydrat-Modifikationen können durch Texteingaben erzeugt werden.[7]
4. GlycanBuilder2: Eine eigenständige Version von GlycanBuilder, welche die ausgeweitete SNFG unterstützt.[8]
5. Sugarsketcher: Intuitives Online Tool; Bedienung durch drag and drop.[9]

## Geschichte
Stuart Kornfeld et al. präsentierten 1978 ein System um verzweigte Glykane symbolische darzustellen. Durch die Erwähnung in NCBI Lehrbuch "Essentials of Glycobiology" wurde das System bekannter. In der ersten Auflage des Lehrbuchs vom Jahr 1999 wurden wie beim Kornfeld-System Schwarz-Weiße Symbole benutzt. Ab der zweiten Auflage von 2009 wurde auch Farbe einbezogen. Somit konnten die gleichen Formen, aber mit unterschiedlichen Farben genutzt werden um verschiedene Monosaccharide zu symbolisieren. Zur Verbreitung des Systems hat zum Beispiel das Consortium for Functional Glycomics beigetragen, weswegen es früher oft als CFG Nomenklatur bezeichnet wurde. Diese farbige Darstellungsart wurde mit der dritten Auflage noch stark erweitert und umfasste dann 49 neue Monosaccharide, welche vor allem in Wirbellosen, Mikroben und Pflanzen vorkommen. Anregungen und Empfehlungen von einigen externen Wissenschaftlern wurden in diese Implementation mit aufgenommen und das Erscheinen des erweiterten Glykan-Symbol-Systems mit dem Carbohydrate Nomenclature Committee der IUPAC koordiniert. Bezüglich der längerfristigen Entwicklungen dieser Symbol-Nomenklatur und der Standardisierung von Glykan-Darstellungen in der Wissenschaft schlugen die Editoren des Lehrbuchs 2015 die Bezeichnung Symbol Nomenclature for Glycans (SNFG) vor, sowie die Übergabe der zukünftigen Entwicklung an eine globale Gruppe von Wissenschaftlern. Dazu wurden auch alle SNFG Monosaccharid-Symbole zu den entsprechenden PubChem-Einträgen verlinkt und eine eigene Unterseite auf der Website des NCBI für die SNFG geschaffen. Seitdem wird die Weiterentwicklung der SNFG von der SNFG Discussion Group geführt.